# Renascença Executada
A Renascença Executada (ou "Renascença Vermelha", em ucraniano:  Розстріляне відродження, Червоний ренесанс) é um termo usado para descrever a geração de poetas, escritores e artistas de língua ucraniana da década de 1920 e início da década de 1930 que viveram na República Socialista Soviética Ucraniana.

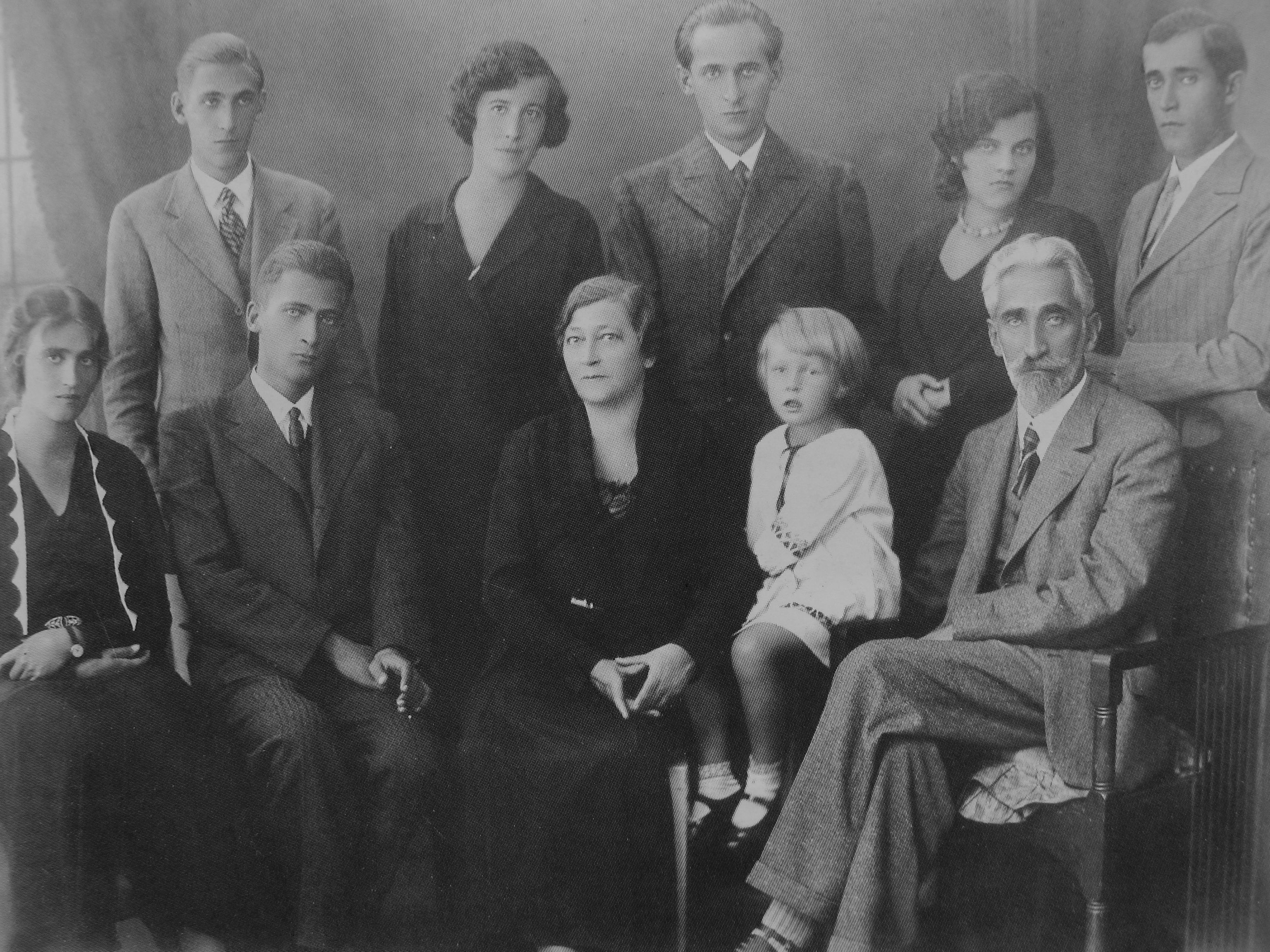
A família de Krushelnytsky. Essa foto tornou-se um símbolo da destruição da intelectualidade ucraniana pelo regime soviético

## Representantes famosos
O ponto culminante das repressões soviéticas foi a execução, em 3 de novembro de 1937, de mais de cem escritores de língua ucraniana, cujos nomes foram preservados nos arquivos: Les Kurbas, Mykola Kulish, Matsviy Yavorskyi, Volodymyr Chakhovskyi, Valerian Pidmohylnyi, Pavlo Filipovych, Valerian Polishchuk, Klym Polishchuk, Ryhor Epik, Myroslav Irchan, Mark Varan, Mykhailo Kazaris, Oleksa Slisarenko, Mykhailo Yalavyi, Lyudmila Starytska-Chernyakhivska, Mykola Voronyi, Serhiy Efremov, Hnat Hotkevich .
Anteriormente, os irmãos artistas monumentalistas Timofy Baichuk e Mykhailo Baichuk e seu círculo de artistas, cujo movimento é conhecido na história da arte como "Baichukismo", foram presos e fuzilados. Em 28 de novembro de 1937, o poeta Myroslava Sopilka foi executado pelo NKVD.
A criatividade de muitos deles foi completamente destruída pelos serviços especiais soviéticos. Aqueles que não foram fisicamente destruídos, ou seja, executados, morreram nos campos de concentração soviéticos ou cometeram suicídio .
Apesar de a maioria deles terem sido reabilitados no final da década de 1950, o seu trabalho artístico ou científico ter sido proibido na URSS, o facto de existirem figuras culturais ucranianas deste nível foi mantido em silêncio.

## Memória

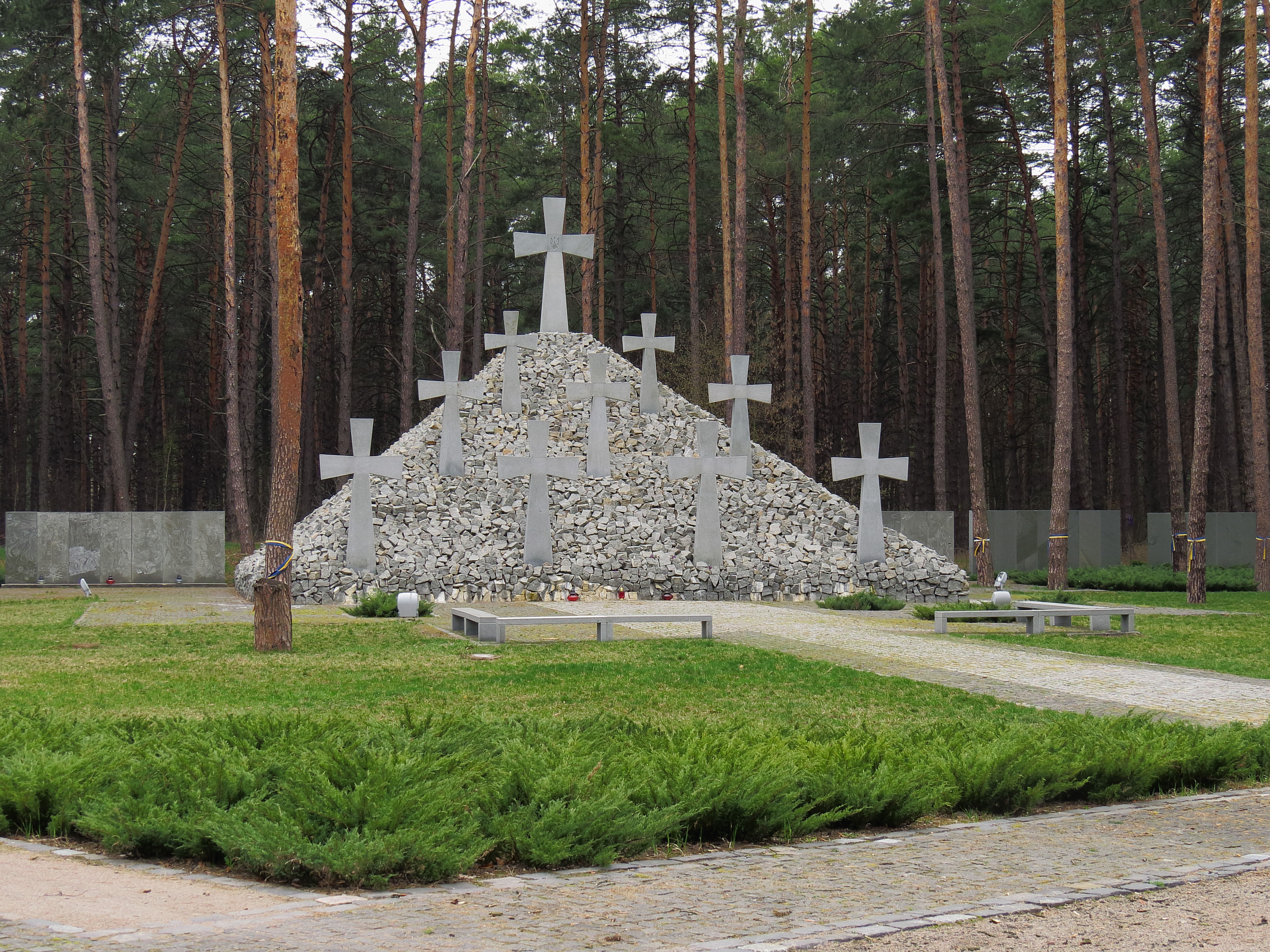
Sepulturas de Bikivnya

Após o colapso da URSS, foram abertos arquivos, dos quais foram encontradas valas comuns de vítimas da repressão perto de Kiev, e em 1994 foi criado o complexo memorial Bykivnya.